# Final Fantasy XIV: Heavensward
Final Fantasy XIV: Heavensward (яп. ファイナルファンタジーXIV: 蒼天のイシュガルド файнару фантадзи: фо:тин со:тен но исю:гардо) — первое дополнение к компьютерной игре в жанре MMORPG Final Fantasy XIV: A Realm Reborn, вышедшее 23 июня 2015 года. Дополнение вышло как продукт для отдельного приобретения для текущих на тот момент игроков и в качестве набора из A Realm Reborn и Heavensward игроков на macOS в связи выходом игры на данной операционной системе.
Действие дополнения происходит в горной цепи Коэртаса, в теократическом государстве Ишгард, окружающими его землями и страной драконов Драванией. Сюжет посвящён многовековому противостоянию Ишгарда с народом драконов.
Heavensward получила множество положительных оценок как от игроков, так и от критиков. К июлю 2015 года Square Enix объявили о том, что количество подписчиков Final Fantasy XIV достигло отметки в пять миллионов игроков.

## Игровой процесс
Игровой процесс в дополнении Heavensward практически не отличается от игрового процесса Final Fantasy XIV: A Realm Reborn. С дополнением был повышен максимальный уровней персонажей с 50 до 60 уровня, а для каждого класса был добавлен дополнительный набор способностей на новых уровнях. Набор классов пополнился тремя новыми — Тёмный Рыцарь (магический танк), Машинист (ДД дальнего боя) и Астролог (целитель). Все три класса начинают игру с 30 уровня. Игрокам, купившим дополнение, также открывается возможность создать персонажа новой расы, Ау’ра.
Карты локаций увеличились в размере, а в игру была возможность полёта на новых территориях игры. Для включения возможности полёта на локации требуется пройти несколько второстепенных заданий и открыть все потоки эфира на карте. В дополнение к новым локациям, игрокам открывается доступ в столицу Ишгарда, состоящую из двух зон — Основания и Колонн.
В дополнение к восьми новым подземельям и рейдам, Heavensward предлагает игрокам три новых PvP-режима.

## Сюжет

### Место действия
Как и A Realm Reborn, действие сюжета Heavensward происходит на Хайделин, планете с тремя континенами. Игрок продолжает своё путешествие по Эорзии, материку с тремя крупными государствами — Гридания, Уль’да и Лимса Ломинса — притесняемыми милитаристской Гарлеанской Империей с севера континента. Все страны участвуют в сюжете игры, а проблемы Эорзии усугубляются вмешательством древней расы аскианцев, бессмертных культистов. В Heavensward игрок отправляется на территорию закрытого теократического государства Ишгард на севере, известного своей политикой невмешательства и тысячелетней войной с драконами. Драконы проживают в соседней с Ишгардом территории, Дравании. На территории Дравании расположился известный в прошлом город мыслителей и учёных Шарлаян, эвакуированный после вторжения Империи, ныне превращённый гоблинами в независимый город Идильшир.
В центре сюжета Heavensward — тысячелетняя война между Ишгардом и Драванией, называемая «Войной драконьей песни». Во главе войска Дравании стоит яростный дракон Нидхёгг, жаждущий мести за события тысячелетней давности. История гласит, что война началась из-за решения Короля Тордана основать город в горах Абалатии, что нашло сопротивление среди драконов. В бою столкнулись Тордан и его рыцари — в результате дракон Нидхёгг потерял глаз, который стал реликвией Ишгарда, а драконы в кровопролитной битве почти уничтожили рыцарей Ишгарда. Версию событий поддерживает верховенство Ишгарда, которое возглавляет Архиепископ Тордан VII.
Ишгард известен своей изолированностью — правительство вышло из первого Альянса Эорзии, отказалось вступать во второй, объяснив это собственной затяжной войной с драконами. Из-за теократического строения государства, всех противников верховенство и архиепископ считают «еретиками», а симпатизирование или помощь драконам является тяжелым преступлением. Во время начала дополнения, Нидхёгг восстанавливает силы и вновь нападает на Ишгард.
Игрок, носящий титул Воина Света после событий A Realm Reborn, оказывается против своей воли втянутым в подстроенный дворцовый переворот в Уль’Да, во время которого пропадает без вести почти весь орден Адептов Седьмой Зари. Вместе с воином остаются только его товарищи-адепты Альфино и Татару. Благодаря хорошим отношениям между Воином Света и Сиром Аймериком, командиром Храмовых Рыцарей, герой, находящийся в бегах после переворота, отправляется в бега в Ишгард. Аймерик заручается поддержкой Воина Света в военных действиях, а за кулисами Леди Айсхарт увеличивает свою банду еретиков. На охоту за Нидхёггом выходит легендарный охотник на драконов Эстиниен, носящий титул Лазурного Драгуна.

### История

#### Heavensward
Дополнение начинается с прибытия Воина Света и уцелевших после заговора в Уль’Де Адептов Седьмой Зари. Под защиту их берёт один из местных феодалов, граф Фортамп, который рассказывает о том, что население Ишгарда верит в то, что переломить ход Войны Драконьей Песни помогут жители других стран. Игрок помогает сыновьям графа в различных поручениях и завоевывает доверие местного населения. Воин Света также встречает Леди Айсхарт, руководительницу повстанцев-еретиков, с которыми ведёт борьбу власть Ишгарда. Вернувшись обратно в столицу, Воин Света узнаёт о заговоре, в котором Адептов Седьмой Зари обвиняют в ереси, но после испытания поединком героя, Татару и Альфино отпускают и снимают с них обвинения. Личные извинения приносит и Архиепископ Тордан VII на личном приёме. Адепты довольны открытостью Архиепископа, но они не подозревают, что Тордан VII состоит в заговоре с аскианцами с целью продления войны, а гостей он собирается предать и убить после того, как он выведает все их секреты.
Адепты узнают о том, что генерала Рубана из Уль’Ды, их верного союзника в Таналане, собираются казнить за государственную измену. Воин Света и Альфино с поддержкой леди Югири (лидера беженцев из Домы) спасают измученного генерала из тюрьмы. Выясняется, что покушение на султану Нанамо, которое состоялось в финале Final Fantasy XIV: A Realm Reborn — чётко спланированная акция, и один из олигархов Уль’Ды, Лорд Лолорито, знал о покушении и подменил яд в бокале вина на сильное снотворное. Лолорито объясняет, что ему нужно было свести вину на Воина Света и предотвратить становление демократии в Таналане, и в качестве жеста доброй воли передаёт Рубану антидот, а также объявляет о полной поддержке армии Таналана против растущих сил Гарлеанской Империи.
В то время как драконы Дравании готовятся к новой осаде Ишгарда, Альфино предлагает через Леди Айсхарт заключить мир с Нидхёггом дипломатическим путём. Эстиниен, самый известный охотник на драконов, известный как Лазурный Драгун, предлагает свою помощь и обещает убить Нидхёгга, если переговоры не увенчаются успехом. Айсхарт рассказывает, что у неё, как и у Воина Света, есть сила Эхо, которая позволила узнать ей правду о войне. Выясняется, что Айсхарт (чьё настоящее имя — Исайле) предложила свою душу Шиве — когда-то обычной смертной женщине, которая была влюблена в великого дракона Хрёсвельга, что обеспечивало мир между людьми и драконами в течение двухсот лет. Но мир разрушился, когда люди позавидовали силе драконов и попытались украсть глаз Нидхёгга — из-за этого и началась Война Драконьей Песни. Исайле соглашается помочь, но переговоры проваливаются — Хрёсвельг отвергает Исайле, называя фальшивкой облик Шивы.
Дракон вспоминает истинное начало войны, когда древний дракон Мидгарсорм прибыл на планету Хайделин, принеся с собой семь яиц — семь детей, которые стали бы Первыми Драконами. Из семи детей Мидгарсорма, трое остались в Эорзии: Рататоск, Нидхёгг и сам Хрёсвельг. Изначально драконы не доверяли людям, помня полную жестокости судьбу Багамута, но любовь между Шивой и Хрёсвельгом убедила народы в мирном сосуществовании. Чтобы сбросить с себя оковы смерти, Шива предложила Нидхёггу поглотить её душу. Но с помощью аскианцев, первый король Тордан устраивает заговор, при котором он и его армия убили Рататоска и съели драконьи глаза, чтобы получить невиданную силу. Нидхёгг в ярости проклинает Тордана и всех его наследников и начинает войну против людей. После рассказа Хрёсвельг отказывается помогать Адептам, считая мотивы мести Нидхёгга обоснованными.
Эстиниен приходит к выводу, что переговоры провалились и единственный способ закончить войну — убить Нидхёгга. С помощью выколотого глаза дракона и поддержки Воина Света, дракон оказывается побеждён, а Адепты возвращаются в Ишгард с целью раскрыть правду о войне. Но план срывается, когда им преграждает путь Архиепископ, который собирается отправиться в древние руины аллаганцев и превратить себя в Примала, получив силу от молитв ишгардцев. Адепты отправляются в руины, но обнаруживают, что гарлеанцы уже исследуют наследие древней цивилизации. Разочарованная правдой, Исайле жертвует собой во время защиты воздушного корабля Адептов.
В руинах Адепты сталкиваются с двумя аскианцами, Лахабреей и Игеёрм, которые стояли у истоков древнего заговора. Игеёрм запечатывает в кристалле атрацита Воин Света, а Лахабрею убивает превратившийся в Примала Архиепископ. Самого же Архиепископа убивает Воин Света, заканчивая кровопролитный многовековой заговор.
Эстиниен предлагает в качестве крайней меры запечатать глаза Нидхёгга, чтобы никто больше не мог ими воспользоваться, но сила оказывается слишком велика — разум Эстиниена поглощается яростью Нидхёгга. Дракон захватывает тело Лазурного Драгуна и сбегает, чтобы вновь сорвать армию и нанести удар по Ишгарду. Не в силах что-либо изменить, Воин Света возвращается в Ишгард, где его приветствуют как героя, а Сир Аймерик обещает достигнуть мира с драконами. Являясь бастардом Архиепископа, он временно возглавляет Ишгард и первым же решением возвращает государство в Альянс Эорзии.

#### Сказания Войны Драконьей Песни
Несмотря на прекращение открытого противостояния в войне, правда о кровопролитном происхождении Ишгарда расколола население на две фракции — поддерживающих окончание войны популистов и отрицающей правду религиозной общины, боящейся потери власти. Пытаясь удержать мир в землях Ишгарда, Аймерик в рамках жеста доброй воли предлагает выстроить дипломатический канал между Ишгардом и Драванией, пригласив одного из старших драконов, Видофнир, в столицу. Но визит Видофнир проваливается — мятежники, подстрекаемые клерикальной прослойкой, устраивают бунт и требуют избрать нового Архиепископа. Лидер повстанцев в пылу восстания выбрасывает маленькую девочку за стену Ишгарда, но появившаяся вовремя Видофнир спасает ребёнка и после переговоров с Аймериком соглашается стать послом Дравании в Ишгарде. Тем временем, компания Воина Света отправляется на поиски пропавшего во время побега из Уль’Ды Танкреда и находит его, но сталкивается с группой вооружённых и агрессивно настроенных по отношению к ним людей, называющих себя Воинами Тьмы. Танкред рад присоединиться к Адептам, но неудачно сработавшее заклинание И’штоллы оказало на него отрицательный эффект — он больше не может пользоваться магией и взаимодействовать с эфиром.
В поисках своего лидера, Минфилии, Адепты оказываются в астральной реальности, где узнают, что Минфилия стала оракулом кристалла Хайделин. Там же Адепты узнают о существовании тринадцати других «осколков реальности», параллельных реальностей планеты, образовавшихся после столкновения Хайделин и её тёмного антипода, Зодиарка. Раса аскианцев стремится вернуть прежнюю планету и воскресить Зодиарка, уничтожая эти осколки реальности, и семи осколков уже не существует. Из-за разрушения осколков, Минфилии приходится находиться в состоянии стазиса, тем самым сохраняя силы Хайделин.
Тем временем, в Ишгарде Аймерик пытается устроить мирный саммит с целью окончания Войны Драконьей Песни путём дипломатии, а не насилия. Бунты сторонников церкви продолжаются, а число воинов сопротивления растёт из-за недоверия населения военной мощи Ишгарда. Аймерик созывает Альянс Эорзии и просит помощи в организации военных учений с участием всех государств Альянса. На саммите Видофнир соглашается на мир с Ишгардом, но всё портит Нидхёгг, возрождённый через тело Лазурного Драгуна — он обещает, что его следующая атака на Ишгард будет последней, и он превратит город в пылающие руины.
Адепты заручаются поддержкой Хрёсвельга, кровного брата Нидхёгга. Воин Света и армия Ишгарда отражает атаку драконов с помощью силы Хресвёльга и благословения Хайделин. Адепты Седьмой Зари освобождают из рабства Нидхёгга Эстиниена, выбрасывая в бездну приросшие к броне Лазурного Драгуна глаза дракона в бездну. Орда драконов отступает, война заканчивается. Аймерик устанавливает в Ишгарде парламенсткую демократию в качестве государственного строя и уходит с поста Главнокомандующего. Эстиниен просыпается от комы и сбегает из Ишгарда, отказавшись от титула Лазурного Драгуна, чтобы начать новую жизнь, свободную от мести.

#### Окончание Войны Драконьей Песни
Аймерик приглашает Воина Света на ужин, чтобы отметить окончание войны, но пир прерывается новостями о том, что в Ишгард прибыла тяжело раненая сестра Альфино, Ализе. Девушку атаковали Воины Тьмы, когда она подслушивала их план — призыв примала и уничтожение текущего осколка, чтобы их родной мир возродился. Когда Адепты отправляются на поиски новой информации, они встречают старых друзей по ордену — Иду и Папалимо, пропавших после переворота в Уль’Де и присоединившихся к Сопротивлению в Ала Миго. Повстанцев в Ала Миго возглавляет новая таинственная личность под кличкой Грифон, который воодушевляет Сопротивление взяться за оружие и дать отпор Гарлеанской Империи. Одним из Воинов Тьмы оказывается Урианже, другой пропавший Адепт, который оказывается двойным агентом и использует призыв Примала как способ связи с Минфилией. Минфилия соглашается помочь Воинам Тьмы и возвращает их в родной «осколок», тем самым избавляя от излишней материи Света родной мир Адептов.
Адепты узнают о плане Грифона по захвату базы гарлеанцев Стены Бельзара, которая находится на границе между Гриданией и захваченной территорией Ала Миго. Тем самым, по плану Грифона империя должна нанести ответный удар, тем самым вновь развязав войну между Альянсом Эорзии и Гарлеанской Империей. Однако, во время атаки Грифон предаёт повстанцев и использует массовые жертвы, чтобы призвать гигантского Примала по имени Синрю и разрушить Империю. Папалимо ценой жизни запечатывает Примала, чтобы выиграть немного времени Адептам и предотвратить глобальную катастрофу. Неро тол Скаэва, бывший гарлеанский учёный, помогает предотвратить катастрофу с помощью древнего аллаганского оружия для охоты на Прималов — Омеги.
Омега и Синрю уничтожают друг друга, а Ида раскрывает свою личность — сама Ида давно погибла, а девушка оказывается её сестрой по имени Лиз. Девушка решает возобновить борьбу за Ала Миго, а Альянс Эорзии и Адепты начинают строить план обороны от неизбежного после атаки аванпоста ответного нападения Империи.

## Разработка
Планирование Heavensward началось вместе с релизом обновлений для A Realm Reborn за год до анонса дополнения. Разработчики решили провести связь между оригинальной игрой и дополнением в сюжетных заданиях обновлений. Наоки Ёсида, руководитель разработки Final Fantasy XIV, выбирал центральную тему дополнения между «морем» и «небом», в итоге остановившись на небесной тематике. В результате разработки Heavensward команде разработки пришлось даже придумать вымышленный язык драконов, которым пользовались драконы Дравании.
Анонс дополнения состоялся на мероприятии Final Fantasy Fan Festival 2014 в Лас-Вегасе.

### Поддержка
На протяжении двух лет к дополнению вышло несколько крупных обновлений.
| Версия игры | Название обновления               | Дата релиза           | Изменения |
| ----------- | --------------------------------- | --------------------- | --- |
| 3.0         | Heavensward                       | 23 июня 2015 года     | Основное обновление для всех игроков, вне зависимости от покупки дополнения. В подземелья и испытания были добавлены уровни сложности. Игрокам стало доступно испытание с Прималом Александром.                                                         |
| 3.1         | «As Goes Light, So Goes Darkness» | 10 ноября 2015 года   | Новая зона «Диадема», где игроки могут сражаться за новое снаряжение и редкие ресурсы. В казино Golden Saucer также добавлена новая миниигра Lord of Verminion, основанная на другой издаваемой Square Enix игре, Lord of Vermilion.                    |
| 3.2         | «The Gears of Change»             | 23 февраля 2016 года  | В обновлении был добавлен новый рейд «Александр: Мидас». Также в игру были добавлены системы менторства игроков-ветеранов над новичками, новый PvP-режим Feast и обучающие испытания для новых игроков «Зал новичка».                                   |
| 3.3         | «Revenge of the Horde»            | 7 июня 2016 года      | Обновление добавило в игру два новых PvE-режима — зону с собственными правилами респауна Акваполис и случайно генерируемое подземелье «Дворец Мёртвых» с собственными правилами прокачки. В PvP был добавлен альянсовый режим «Поля Славы».             |
| 3.4         | «Soul Surrender»                  | 27 сентября 2016 года | Обновление добавило в игру функциональность ИИ-отрядов «Эскадроны». Глубина «Дворца Мёртвых» была увеличена до 200 этажей. |
| 3.5         | «The Far Edge of Fate»            | 17 января 2017 года   | В обновлении была переделана функциональность «Диадемы», добавлены битвы 72 игроков против боссов. Поиск игроков для прохождения подземелий и испытаний был переработан, после чего проходить игровой контент стало можно с игроками с других серверов. |

## Музыкальное сопровождение
Композитор Масаёси Сокэн сочинил большую часть треков для музыкального сопровождения дополнения — более 50, в дополнение к его роли саунд-директора игры. Дополнил музыкальное звучание композитор многих номерных выпусков Final Fantasy Нобуо Уэмацу, впервые вернувшийся к работе над серией после оригинальной Final Fantasy XIV и написавший для дополнения главную музыкальную тему — «Dragonsong». Песня была взята Сокэном за основу для звучания всего саундтрека дополнения. По словам композитора, музыка дополнения отражает его общее настроение — тёмную и холодную тему, которой пронизана Heavensward. 
| №   | Название                              | Автор(ы)      | Длительность |
| --- | ------------------------------------- | ------------- | ------------ |
| 1.  | «Heavensward»                         | Масаёси Сокэн | 4:19         |
| 2.  | «A Cold Wind»                         | Масаёси Сокэн | 1:44         |
| 3.  | «Solid»                               | Масаёси Сокэн | 13:22        |
| 4.  | «Against the Wind»                    | Масаёси Сокэн | 2:09         |
| 5.  | «Melt»                                | Масаёси Сокэн | 3:17         |
| 6.  | «Descent»                             | Масаёси Сокэн | 4:57         |
| 7.  | «Ominous Prognisticks»                | Масаёси Сокэн | 4:14         |
| 8.  | «Black and White»                     | Масаёси Сокэн | 2:18         |
| 9.  | «Nobility Sleeps»                     | Масаёси Сокэн | 10:31        |
| 10. | «Borderless»                          | Масаёси Сокэн | 6:43         |
| 11. | «Shelter»                             | Масаёси Сокэн | 1:08         |
| 12. | «Lost in the Clouds»                  | Масаёси Сокэн | 4:22         |
| 13. | «Coming Home»                         | Масаёси Сокэн | 5:31         |
| 14. | «Like a Summer Rain»                  | Масаёси Сокэн | 5:51         |
| 15. | «Close to the Heavens»                | Масаёси Сокэн | 4:58         |
| 16. | «Jewel»                               | Масаёси Сокэн | 3:13         |
| 17. | «For the Sky»                         | Масаёси Сокэн | 4:17         |
| 18. | «Safety in Numbers»                   | Масаёси Сокэн | 1:35         |
| 19. | «Painted Foothills»                   | Масаёси Сокэн | 5:30         |
| 20. | «The Hand that Gives the Rose»        | Масаёси Сокэн | 3:08         |
| 21. | «Unbending Steel»                     | Масаёси Сокэн | 7:24         |
| 22. | «Painted Skies»                       | Масаёси Сокэн | 3:53         |
| 23. | «Slumber Eternal»                     | Масаёси Сокэн | 5:45         |
| 24. | «Landlords»                           | Масаёси Сокэн | 4:44         |
| 25. | «What is Love?»                       | Масаёси Сокэн | 1:15         |
| 26. | «Roar of the Wyrm»                    | Масаёси Сокэн | 4:26         |
| 27. | «Skylords»                            | Масаёси Сокэн | 4:25         |
| 28. | «Contention»                          | Масаёси Сокэн | 3:22         |
| 29. | «Nobility Obliges»                    | Масаёси Сокэн | 9:20         |
| 30. | «Hallowed Halls»                      | Масаёси Сокэн | 2:49         |
| 31. | «The Heavens' Ward»                   | Масаёси Сокэн | 3:15         |
| 32. | «Night in the Brume»                  | Масаёси Сокэн | 10:14        |
| 33. | «Heavy Rain»                          | Юкико Танада  | 2:40         |
| 34. | «Limitless Blue»                      | Масаёси Сокэн | 3:47         |
| 35. | «Woe that Is Madness»                 | Масаёси Сокэн | 5:08         |
| 36. | «Misconception»                       | Нобуо Уэмацу  | 4:47         |
| 37. | «Missing Pages»                       | Масаёси Сокэн | 3:11         |
| 38. | «Paradise Found»                      | Масаёси Сокэн | 3:59         |
| 39. | «The Mushroomery»                     | Нобуо Уэмацу  | 2:55         |
| 40. | «Ink Long Dry»                        | Масаёси Сокэн | 5:34         |
| 41. | «Homestead»                           | Масаёси Сокэн | 2:52         |
| 42. | «The Silent Regard of Stars»          | Масаёси Сокэн | 3:33         |
| 43. | «Poison Ivy»                          | Масаёси Сокэн | 6:04         |
| 44. | «Upon the Rocks»                      | Масаёси Сокэн | 12:06        |
| 45. | «Aetherpause»                         | Масаёси Сокэн | 3:42         |
| 46. | «In Darkness, There Is One»           | Масаёси Сокэн | 5:05         |
| 47. | «Voidal Manifest»                     | Масаёси Сокэн | 4:44         |
| 48. | «Stone and Steel»                     | Масаёси Сокэн | 4:38         |
| 49. | «Order Yet Undeciphered»              | Масаёси Сокэн | 11:07        |
| 50. | «Unbreakable»                         | Масаёси Сокэн | 4:55         |
| 51. | «Imagination»                         | Масаёси Сокэн | 3:42         |
| 52. | «Heroes Never Die»                    | Масаёси Сокэн | 7:59         |
| 53. | «Heroes»                              | Масаёси Сокэн | 3:49         |
| 54. | «Inception»                           | Масаёси Сокэн | 1:06         |
| 55. | «Dragonsong»                          | Нобуо Уэмацу  | 5:43         |
| 56. | «Sins of the Father, Sins of the Son» | Масаёси Сокэн | 2:42         |
| 57. | «Locus»                               | Масаёси Сокэн | 8:56         |
| 58. | «Metal»                               | Масаёси Сокэн | 5:30         |

В альбом вошло 58 композиций, которые были добавлены в игру вместе с дополнением Heavensward и обновлением 3.1, «As Goes Light, So Goes Darkness».
Альбом был положительно встречен критиками, а в Японии продался тиражом в 10 600 копий.

## Критика
| Сводный рейтинг       | Сводный рейтинг          |
| Агрегатор             | Оценка                   |
| --------------------- | ------------------------ |
| GameRankings          | PC: 87,30 % PS4: 86,00 % |
| Metacritic            | PC: 86/100 PS4: 86/100   |
| Иноязычные издания    |                          |
| Издание               | Оценка                   |
| GameSpot              | 9/10                     |
| GamesRadar+           | [ 18 ]                   |
| IGN                   | 8,6/10                   |
| RPGamer               | 4,5/5                    |
| RPGFan                | 95 %                     |
| USgamer               | [ 22 ]                   |
| Digital Spy           | 8/10                     |
| MMORPG.com            | 8,5/10                   |
| Русскоязычные издания |                          |
| Издание               | Оценка                   |
| «IGN Россия»          | 8,5/10                   |

Критики с опаской отнеслись к релизу Heavensward, который мог как укрепить успешную историю перезапуска игры с A Realm Reborn, так и уничтожить игру, нанеся непоправимый ущерб серии Final Fantasy. В итоге, критики благосклонно приняли дополнение как на ПК, так и на PlayStation 4. На основании 14 рецензий, средний балл игры на Metacritic составил 86 баллов из 100. Продажи дополнения в Японии в первую неделю после релиза составили 47 000 копий. Тем самым, релиз Heavensward стал третьим по числу проданных копий в данном регионе за неделю.